# Сосновский, Николай Данилович
Николай Данилович Сосновский (1922 год, по большинству источников Челябинская область — 24.9.1941, с. Лужно, Демянского района, Ленинградской области, РСФСР, СССР (ныне в Ямникском поселении Демянского района, Новгородской области) — участник Великой Отечественной войны, стрелок 312-го стрелкового полка 26-й стрелковой дивизии (11-я армия, Северо-Западный фронт), красноармеец. Закрыл своим телом амбразуру пулемёта, третий с начала войны, совершивший такой подвиг.

## Биография
Родился в 1922 году в Челябинской области , также указывается Спасск-Дальний.
На начало войны проходил службу в 26-й стрелковой дивизии, которая дислоцировалась на Дальнем Востоке в Дальнереченске. В начале сентября 1941 года дивизия начала переброску с Дальнего Востока, и 24 сентября 1941 года прибыла в район севернее Демянска, где подходила к концу Демянская оборонительная операция. Дивизия с марша была брошена в бой, и атаковала Лужно, с целью прорыва окружения в районе Демянска и вывода оттуда остатков советских войск.
Сведения о подвиге Николая Сосновского содержатся в формуляре 26-й стрелковой дивизии:

24 сентября 1941 года первый бой, проведенный дивизией в составе 11-й армии Северо-Западного фронта на участке Лужно - Каменная Гора характеризовался высоким политико-моральным состоянием всего личного состава соединения...В боях с известной немецкой дивизией СС «Мертвая голова» (армейская группировка генерал-лейтенанта фон Эйке) воины соединения покрыли себя славой...

Характерен в этом отношении подвиг, совершенный комсомольцем рядовым 312-м Николаем Сосновским. В тяжелую минуту боя, когда дальнейшее продвижение наших бойцов на одном участке вражеской обороны было остановлено пулемётным огнём из дзота, Николай Сосновский пошёл на великий акт самопожертвования. Вырвавшись вперед, он бросился к дзоту врага и своим телом закрыл амбразуру. Герой погиб, но дал бойцам возможность взять дзот. — http://molodguard.ru/heroes28.htm#gl4 Молодая гвардия
Впоследствии была выпущена листовка с описанием подвига, распространявшаяся на всех фронтах войны, где в частности утверждалось, что «ухватившись за ствол пулемета, он с силой прижал его книзу и своим телом заслонил амбразуру дзота».
Кроме того, комиссар батальона, где служил Сосновский, в ответ на опубликованное в газете письмо актрисы А.А. Яблочкиной, эвакуированной в Челябинск, написал ей письмо, где в частности упоминал челябинца Николая Сосновского, как пример доблести челябинцев «И вот — видели все — поднялся Сосновский, весельчак-челябинец Коля Сосновский, который так любил театр и футбол: бросился к дзоту, навалился на ствол пулемета грудью, закрыл смертельный ливень…» 
Есть сведения о том, что о подвиге Николая Сосновского упоминали А.С. Щербаков 21 января 1942 года на торжественном траурном заседании, посвященном 28-й годовщине со дня смерти В. И. Ленина и Н.М. Шверник во время визита в Лондон в 1942 году.
По некоторым сведениям прототипом скульптуры бойца, установленного на мемориале на месте боёв в Демянском районе, является Николай Сосновский . В честь Сосновского названа улица в Демянске.
6 ноября 1947 года красноармеец Николай Данилович Сосновский был посмертно награждён орденом Ленина.